# Miguel Ángel Godínez Bravo
Gral. Miguel Ángel Godínez Bravo fue un Militar Mexicano que participó durante el Levantamiento zapatista en Chiapas. Nació el 4 de abril de 1931. Fue Jefe del Estado Mayor Presidencial durante el gobierno de José López Portillo y comandante de la VII Región Militar. En 1980, Godínez Bravo defendió al Ejército frente a las observaciones de Juan Rulfo, pues este decía que en México se habían destruido los golpes de Estado gracias a la corrupción del ejército y al enriquecimiento de los generales. Durante el conflicto armado en Chiapas defendió la posición del Ejército Mexicano llegando a ser uno de los principales generales del mismo durante el conflicto. Fue agregado militar en Italia, y al frente de las comandancias de Toluca, Tampico y Oaxaca. Llegó a ser diputado durante la LVII Legislatura del Congreso de la Unión por el Partido Revolucionario Institucional. Falleció el 25 de octubre de 2015. Fue padre del analista, asesor, consultor y escritor en medios periodísticos en temas militares y de Fuerzas Armadas, Miguel Ángel Godinez García.
- Datos: Q6015641